# Синельникова Алла Миколаївна
Алла Миколаївна Синельникова (нар. 5 червня 1949, місто Дзержинськ, тепер Торецьк Донецької області) — українська радянська діячка, бригадир птахокомплексу, голова Зорянської сільської ради Костянтинівського району Донецької області. Депутат Верховної Ради УРСР 10—11-го скликань (у 1981—1990 роках).

## Біографія
У 1966—1969 роках — няня дитячого садка в Донецькій області. 
З 1969 року — пташниця, бригадир птахокомплексу Щербинівської птахофабрики Костянтинівського району Донецької області.
Член КПРС з 1972 року. Освіта вища.
У 2006—2010 роках — голова Зорянської сільської ради Костянтинівського району Донецької області. Член Партії регіонів.
Вибиралася депутатом Костянтинівської районної ради Донецької області від Партії регіонів.
Потім — на пенсії в селищі Зоря Костянтинівського району Донецької області.

## Нагороди
- ордени
- медалі